# 오볼론 (기업)
오볼론(우크라이나어: Оболонь)은 우크라이나의 음료회사이다. 맥주, 저알코올 음료, 소다 음료, 미네랄 워터 등을 제조 및 판매하고 있다. 흐멜니츠키주에 있는 오볼론 공장은 설비 용량 기준으로 유럽에서 가장 큰 맥아 제조 시설이다.